# Łysa Góra (Brzeście)
Łysa Góra – – część wsi Brzeście w Polsce, położona w województwie świętokrzyskim, w powiecie skarżyskim, w gminie Bliżyn
W latach 1975–1998 Łysa Góra administracyjnie należała do województwa kieleckiego.
Wierni Kościoła rzymskokatolickiego należą do parafii św. Ludwika w Bliżynie.